# István Szijártó

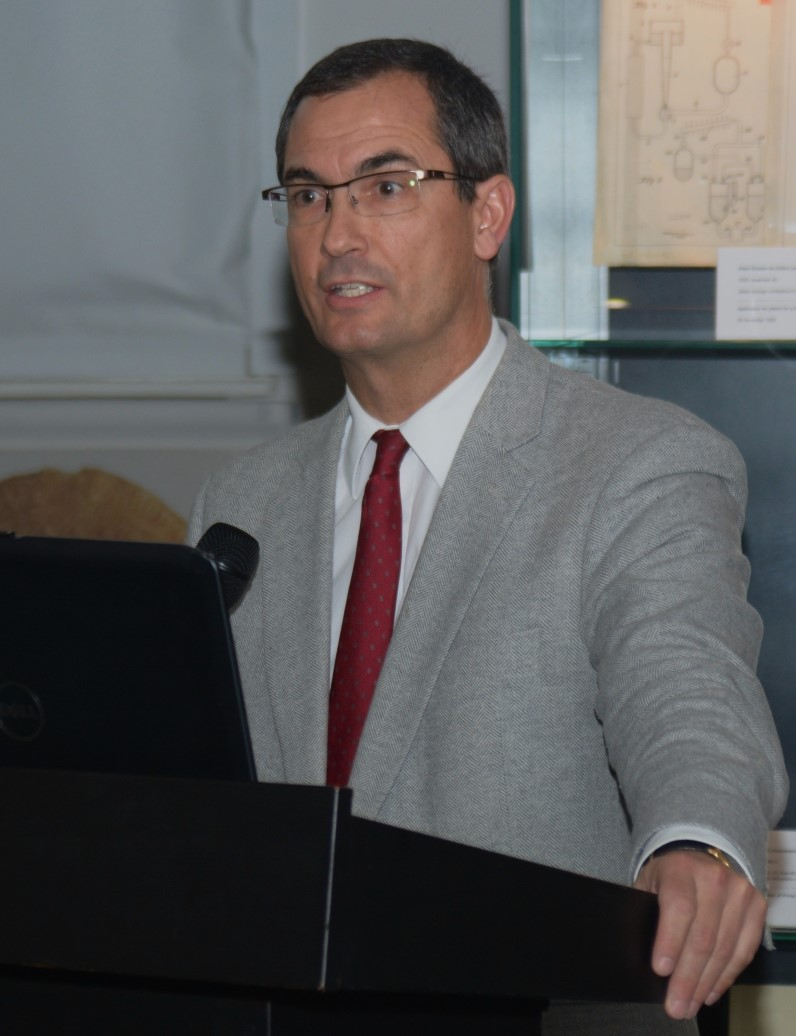
István Szijártó, 2024

István Szijártó (* 15. Juni 1965 in Kaposvár, Ungarn) ist ein ungarischer Historiker. Seine Forschungsschwerpunkte sind soziale und kulturelle Politikgeschichte im 18. Jahrhundert in Ungarn sowie die Mikrogeschichte. Gemeinsam mit Sigurður Magnússon schrieb er ein zentrales Werk zu Ursprung, Entwicklung, Theorien und Strömungen der Mikrogeschichte.

## Leben
Szijártó schloss einen Master in internationalen Beziehungen 1989 ab und einen weiteren in Geschichte ein Jahr später. 1998 promovierte er in Geschichte an der Hungarian Academy of Sciences und im Folgejahr nahm er an der Loránd Eötvös University in Budapest eine Stelle als Assistenzprofessor im Departement für Mittelalter und Frühneuzeitliche Geschichte an. 2004 wurde er wissenschaftlicher Mitarbeiter am Institut für Habsburger-Geschichte in Budapest. Von 2005 bis 2009 war er vorerst Assistenzprofessor und danach Dozent am Departement für Wirtschafts- und Sozialgeschichte an der Loránd Eötvös University in Budapest. 2007 folgte an derselben Universität in Budapest seine Habilitation in Geschichte. Im gleichen Jahr gründete er das „Microhistory Network“.
István Szijártó ist verheiratet, hat vier Kinder und lebt in Piliscsaba, außerhalb von Budapest.

## Theorie und Wirkung
Szijártó definiert Mikrogeschichte anhand drei zentraler Punkte: Als erstes ist Mikrogeschichte eine historische Untersuchung eines begrenzten Objekts oder eines einzelnen Falles. Zweitens sollen Mikrohistoriker immer eine Antwort auf die „großen historischen Fragen“ suchen. Und drittens werden die beteiligten Personen in den untersuchten Fällen gemäß Szijártó von Mikrohistorikern nicht als passive Marionetten unter der Macht überpersonaler Strukturen oder Diskurse betrachtet, sondern als aktive Individuen mit eigener „agency“. Diese drei Punkte verschmelzen für Szijártó stark ineinander.
Sein gemeinsam mit Sigurður Gylfi Magnússon verfasstes Buch What is Microhistory? Theory and Practice zeigt die enorme Spannbreite der Mikrogeschichte. Szijárto und Magnússon erklären darin, dass die Mikrogeschichte auf der Anthropologie beruhe und wollen die Beziehung zwischen den beiden Disziplinen zueinander betrachten. Die Kritik an der Mikroanalyse liege in der Frage, ob durch das Näherbringen unbekannter Welten, allerdings wirklich die „großen historischen Fragen“ beantwortet werden können. Das Buch fasst die wichtigsten Entwicklungen im mikrohistorischen Denken zusammen und spezifiziert die Gemeinsamkeiten verschiedener Werke und Tendenzen. Auf der anderen Seite weist das Werk auch auf die grundlegenden Unterschiede zwischen verschiedenen mikrohistorischen Schulen – und nicht zuletzt zwischen Szijárto und Magnússon selbst – hin. Da die beiden Autoren aus unterschiedlichen kulturellen und theoretischen Kontexten stammen, sind im Buch zwei sich unterscheidende Ansichten auf das Wesen der Mikrogeschichte vertreten. Laut Tamás Kisantal ermöglicht dies den Autoren allerdings, nahezu das gesamte Spektrum der Mikrogeschichte zu erfassen.
Gemäß Kisantal versucht Szijártó in seinem Werk What Is Microhistory? Theory and Practice die Mikrogeschichte in der Geschichtswissenschaft zu (re-)etablieren. Kisantal sieht in Szijartós Beitrag einen Versuch, die sozialgeschichtliche Mikrogeschichte mit postmodernen Positionen zu versöhnen, indem er linguistische und poetische Aspekte der Mikrogeschichte betone.
Fanni Hende wiederum betont in einem Review zum Werk A 18. századi Magyarország rendi országgyűlése (The feudal parliament of eighteenth-century Hungary) von Szijártó, dass der Autor über ein breites methodisches und theoretisches Wissen verfüge und die Werke unterschiedlichster Forscher in seinem Text rezipiere.

## Werke
- A diéta. A magyar rendek és az országgyűlés, 1708–1792. Osiris, Budapest 2005, ISBN 963-389-732-7.
- Mit Sigurður Gylfi Magnússon: What is microhistory? Theory and practice. Routledge, London / New York 2013, ISBN 978-0-415-69208-3.
- Nemesi társadalom és politika. Tanulmányok a 18. századi magyar rendiségről. Universitas, Budapest 2006, ISBN 963-9671-00-2.
- A történész mikroszkópja. A mikrotörténelem elmélete és gyakorlata. L’Harmattan, Budapest 2014, ISBN 978-963-236-846-7.
- A 18. századi Magyarország rendi országgyűlése. Az Országgyűlés Hivatala – Országgyűlés Kiadó, Budapest 2016, ISBN 978-615-5674-02-0.